# Aloe 'Sugar'
Aloe 'Sugar' é uma espécie de liliopsida do gênero Aloe, pertencente à família Asphodelaceae.